# Simon Hahn
Simon Hahn (* 12. Februar 1988 in Wien) ist ein ehemaliger österreichischer Handballspieler und Sohn des Österreichischen Politikers Johannes Hahn.

## Karriere
Der gebürtige Wiener begann seine aktive Profi-Karriere 2007 bei den Aon Fivers Margareten. Davor war er bereits für denselben Verein in diversen Jugendligen aktiv.
In der Saison 2012/2013 war Simon Hahn bei Union St. Pölten unter Vertrag.

## Erfolge
- 1× Österreichischer Meister (mit den Aon Fivers)
- 1× Österreichischer Pokalsieger (mit den Aon Fivers)

## HLA-Bilanz
| Saison    | Verein                         | Spielklasse | Tore | 7-Meter | Feldtore |
| --------- | ------------------------------ | ----------- | ---- | ------- | -------- |
| 2008/09   | Handballclub Fivers Margareten | HLA         | 28   | 0       | 28       |
| 2009/10   | Handballclub Fivers Margareten | HLA         | 6    | 0       | 6        |
| 2010/11   | Handballclub Fivers Margareten | HLA         | 2    | 0       | 2        |
| 2011/12   | Handballclub Fivers Margareten | HLA         | 1    | 0       | 1        |
| 2008–2012 | gesamt                         | HLA         | 37   |         | 37       |